# Musée Thorvaldsen
Le musée Thorvaldsen est un musée de Copenhague, Danemark, consacré à l'œuvre du sculpteur danois néoclassique Bertel Thorvaldsen, qui vécut et travailla à Rome la majeure partie de sa vie. Le musée est situé sur la petite île de Slotsholmen dans le centre de Copenhague près du château de Christiansborg. Conçu par Michael Gottlieb Bindesbøll, le bâtiment fut construit en 1838-48 à la suite d'une souscription lancée déjà du vivant de l'artiste en 1837. Cette souscription se fit à l'initiative du marchand Hans Puggaard et un comité de 15 personnalités danoises de l'époque sera chargé de la réalisation du projet. Grâce à cette initiative, l'artiste sera convaincu de quitter Rome pour son Danemark natal. Il léguera ses sculptures et collections d'art au musée.

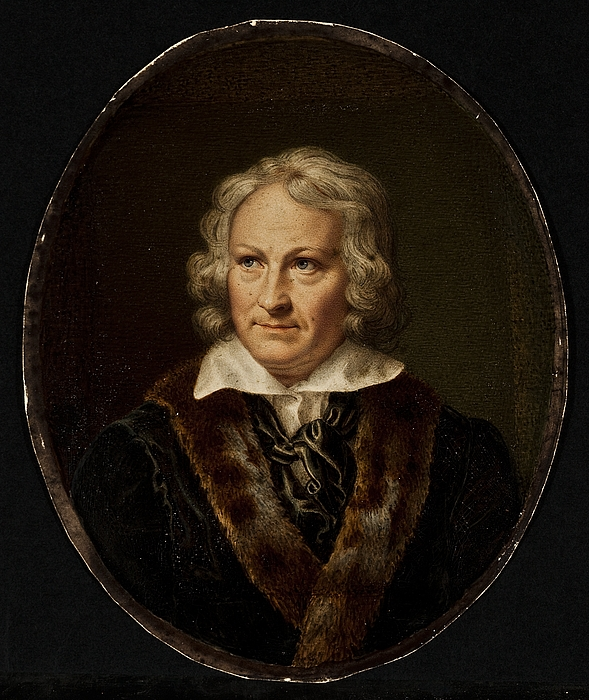
Portrait de Thorvaldsen par Floriano Pietrocola. Musée Thorvaldsen.

## Le bâtiment

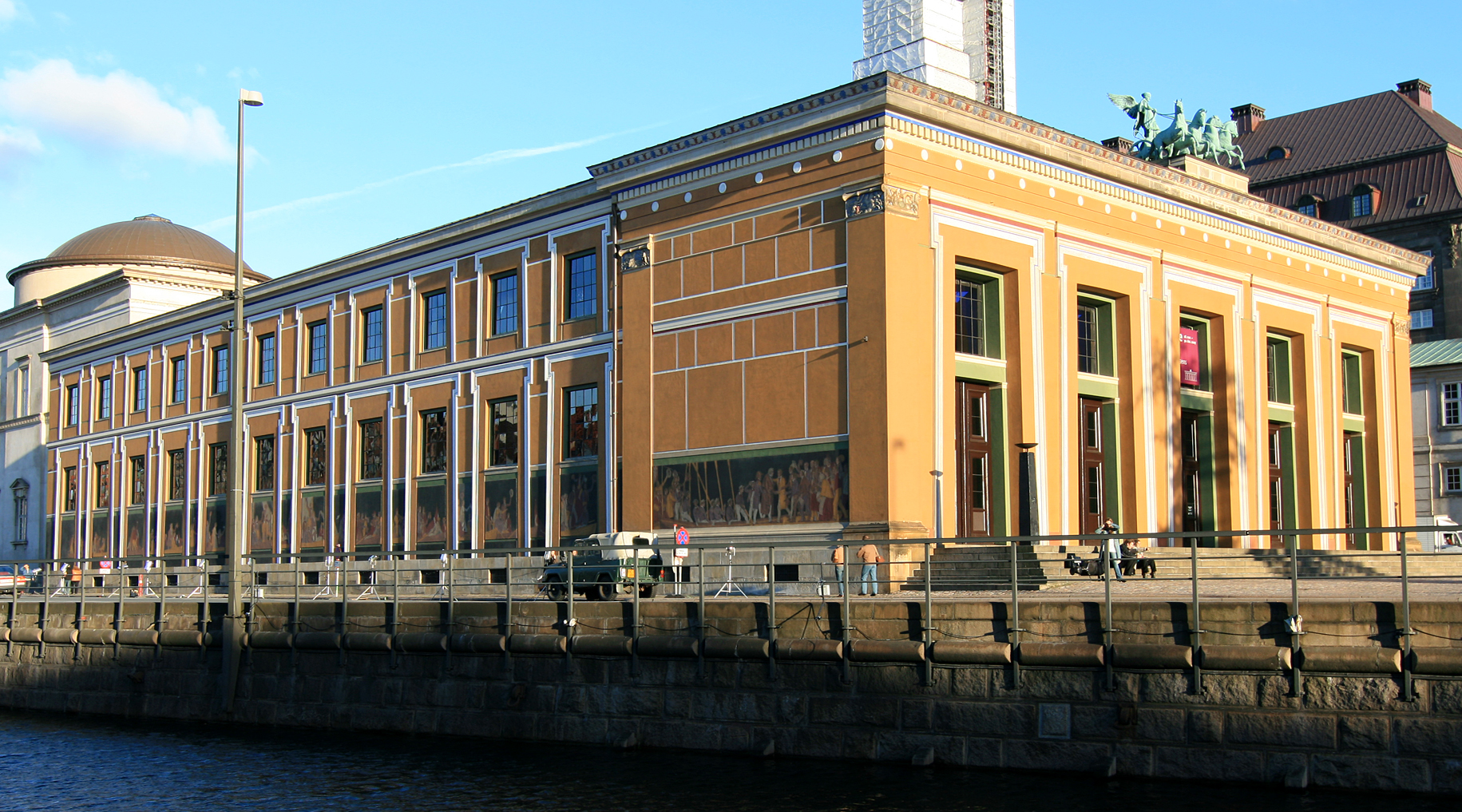
Le musée Thorvaldsen vu du canal de Slotsholmen.

Le bâtiment, fort atypique, est inspiré de l'architecture grecque antique et construit autour d'une cour où l'artiste est enterré. Cette cour est peinte de motifs égyptiens, tels que palmiers, lions et crocodiles entourés d'oiseaux et plantes exotiques. Chaque pièce du musée est décorée de fresques dans le style pompéien, peintes par les meilleurs artistes danois de l'époque. À l'extérieur, le bâtiment se caractérise par d'énormes portes de style trapézoïdal et le centre est dominé par un quadrige en bronze réalisé par Herman Wilhelm Bissen. Une frise entoure le bâtiment. Celle-ci représente Thorvaldsen revenant de Rome en 1838. Elle a été réalisée par le peintre Jørgen Sonne.

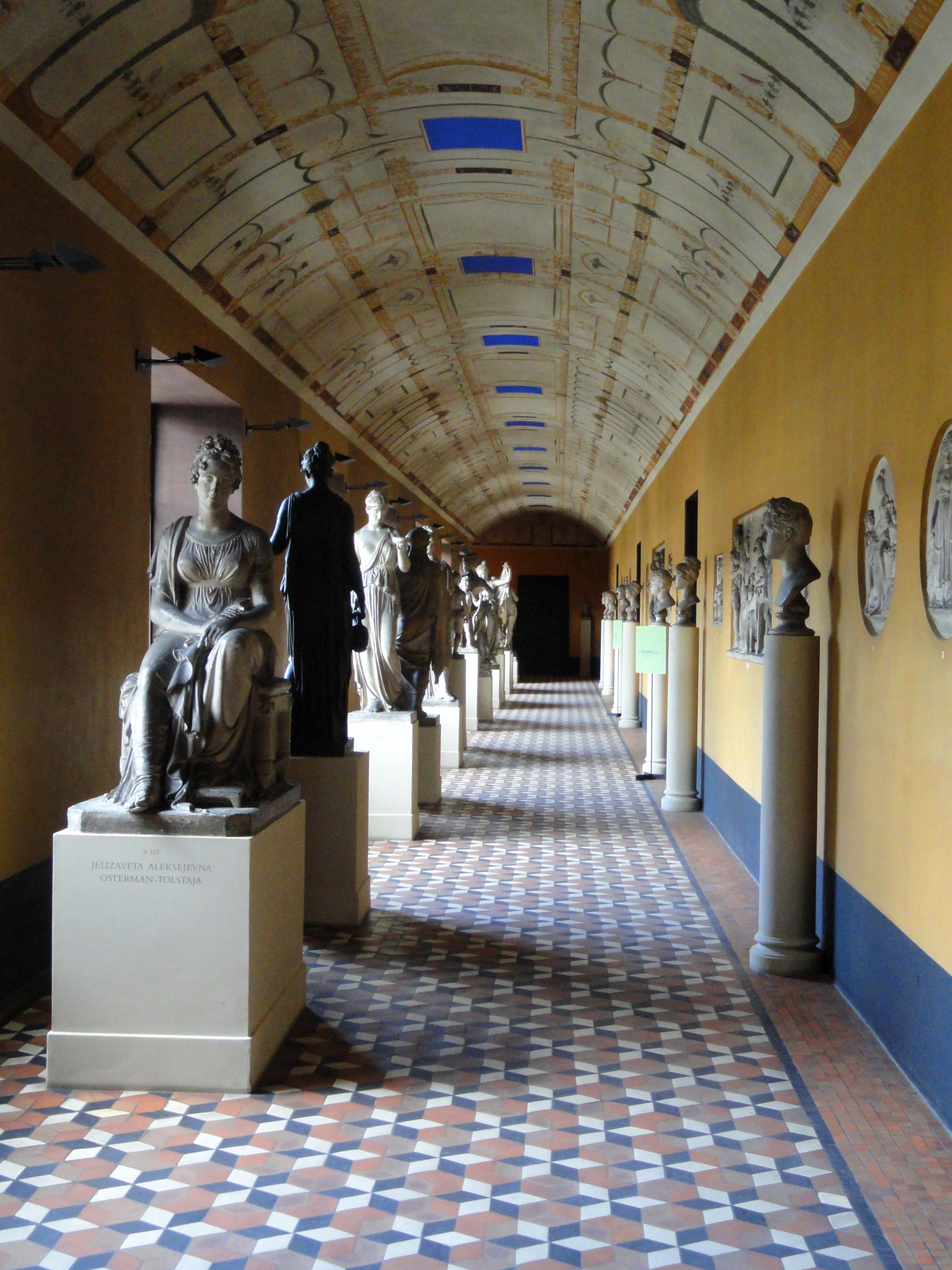
Couloir
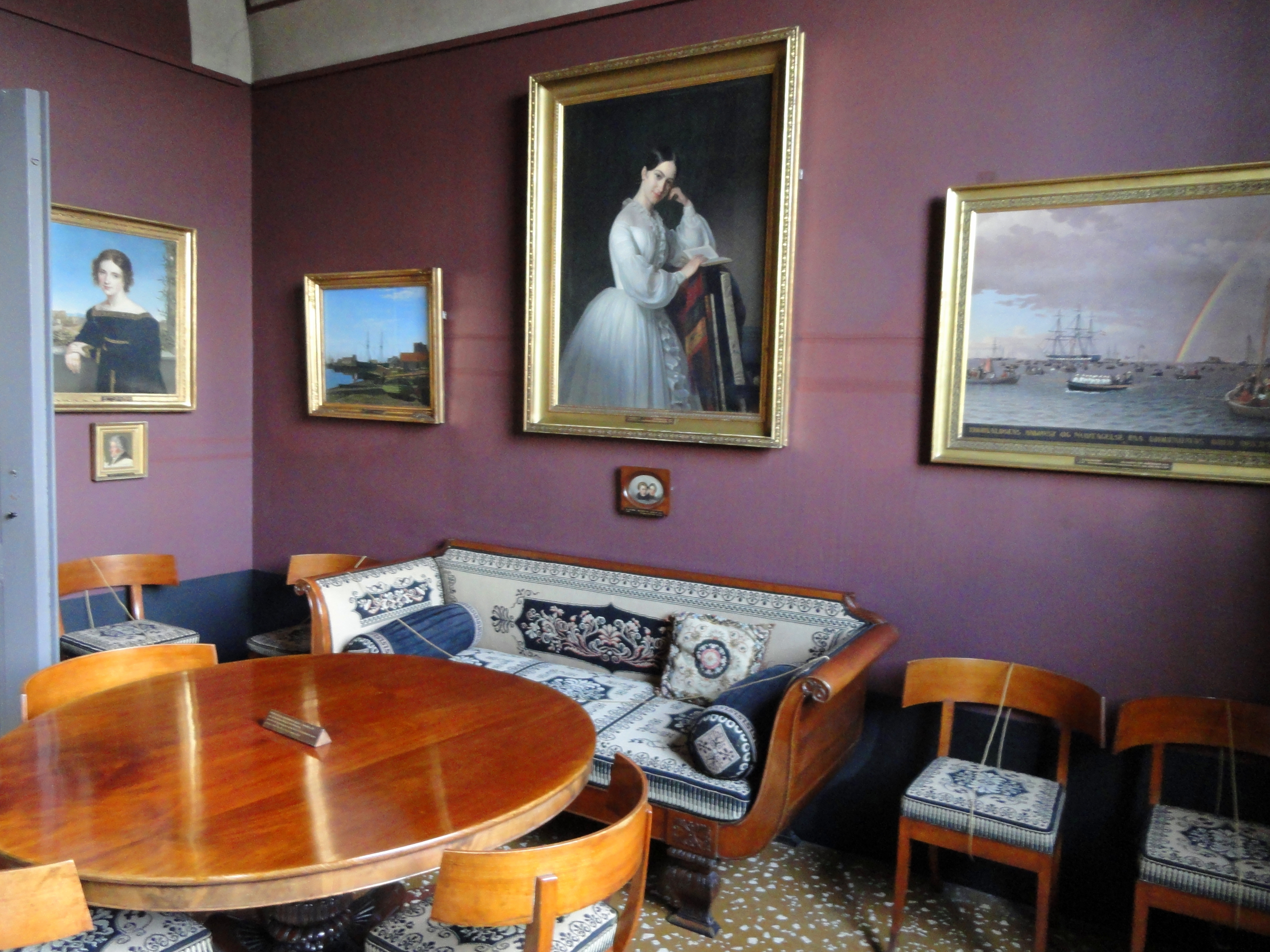
Salle
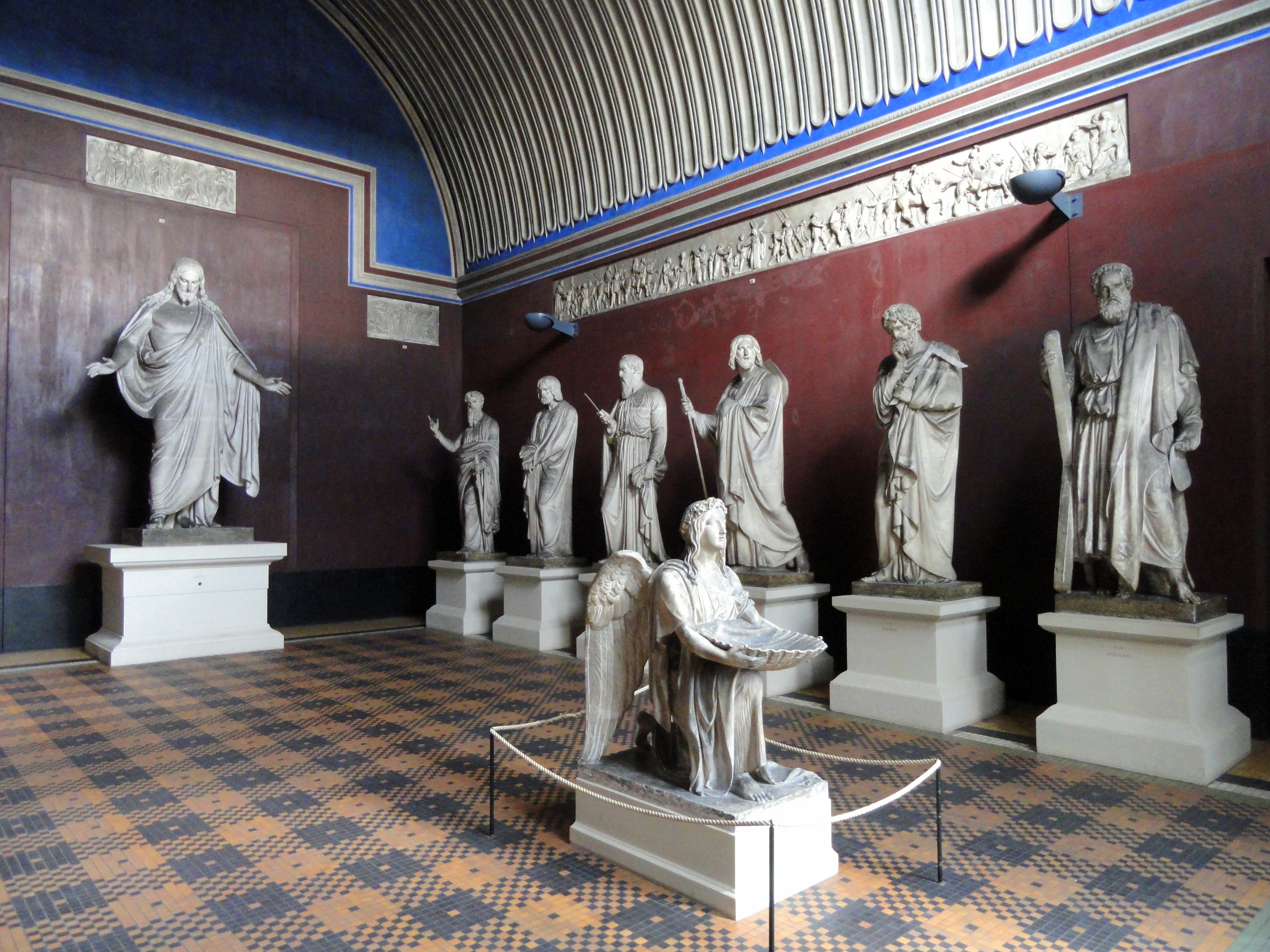
Galerie

## Collections
Le musée présente une collection complète des œuvres de l'artiste en marbre et en plâtre, voire en bronze, ainsi que les peintures, et antiquités grecques, romaines ou égyptiennes que le sculpteur a collectionnées de son vivant. Parmi les œuvres exposées, on peut citer notamment:
- Jason par Bertel Thorvaldsen, 1803–1828, statue[2];
- Ganymède donnant à boire à Zeus en Aigle par Bertel Thorvaldsen, groupe, 1817[2];
- Les trois Grâces avec Cupidon par Bertel Thorvaldsen, groupe, 1817-1818[2];
- Cupidon et Psyché par Bertel Thorvaldsen, groupe;
- Berger au chien" par Bertel Thorvaldsen, 1800, groupe[2];
- Hébé par Bertel Thorvaldsen, 1806[2];
- La Nuit avec ses enfants par Bertel Thorvaldsen, Le Sommeil et la Mort, 1815;
- Vénus à la pomme (ou Vénus Victrix) par Bertel Thorvaldsen, 1805[2];
- Fête hors des murs de Rome un soir d'octobre par Wilhelm Marstrand, 1839.

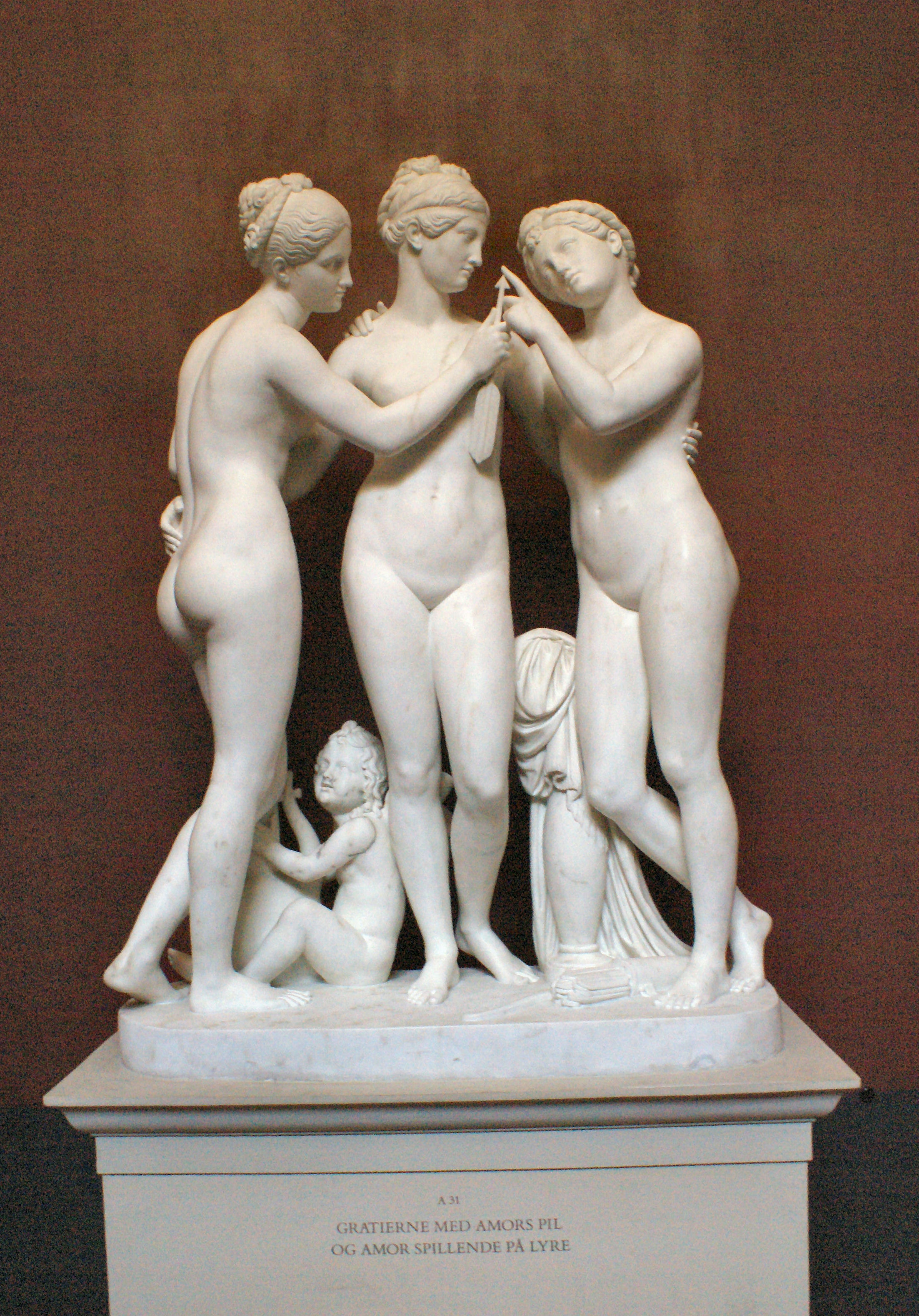
Les Trois Grâces avec Cupidon
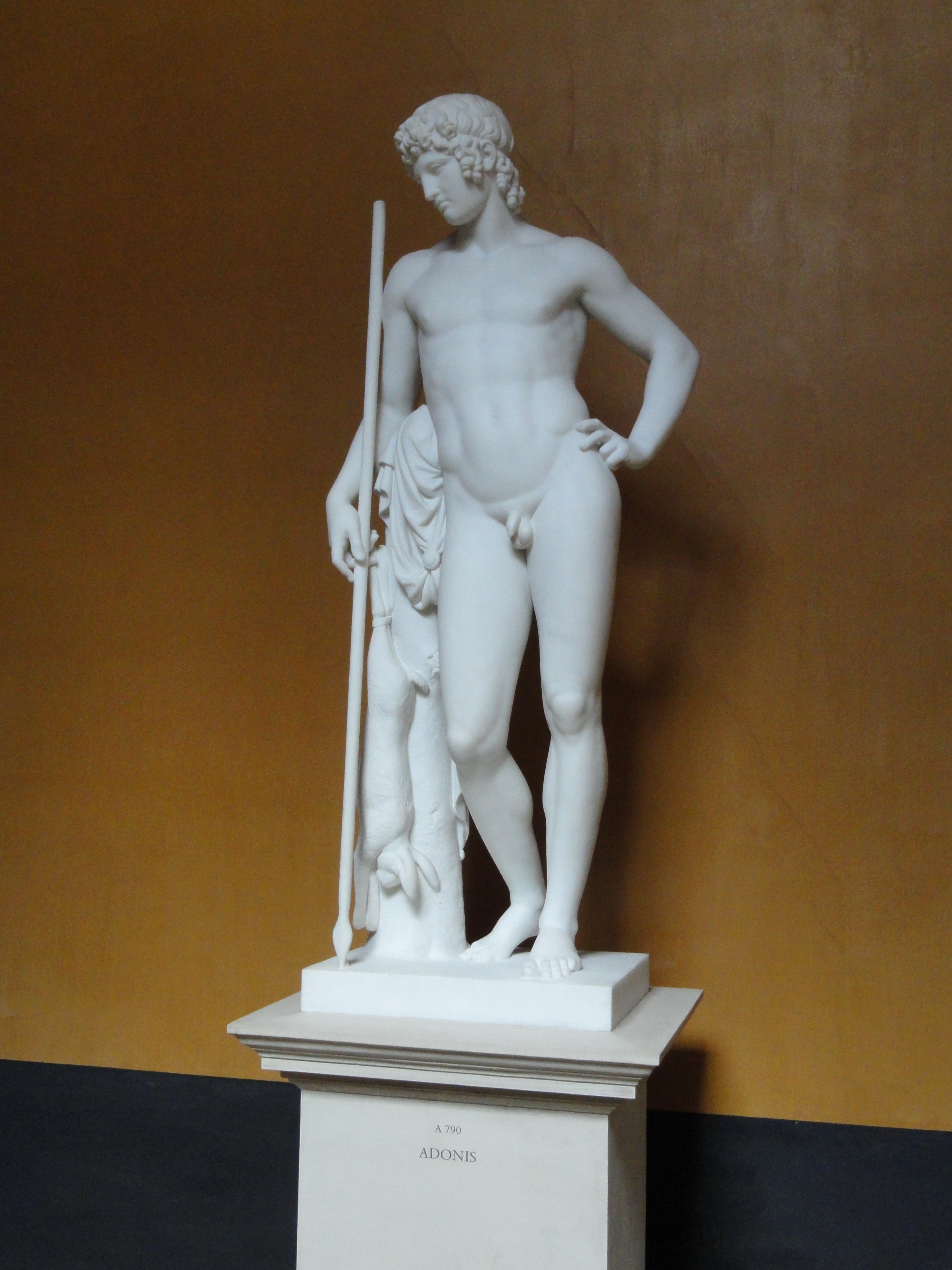
Adonis
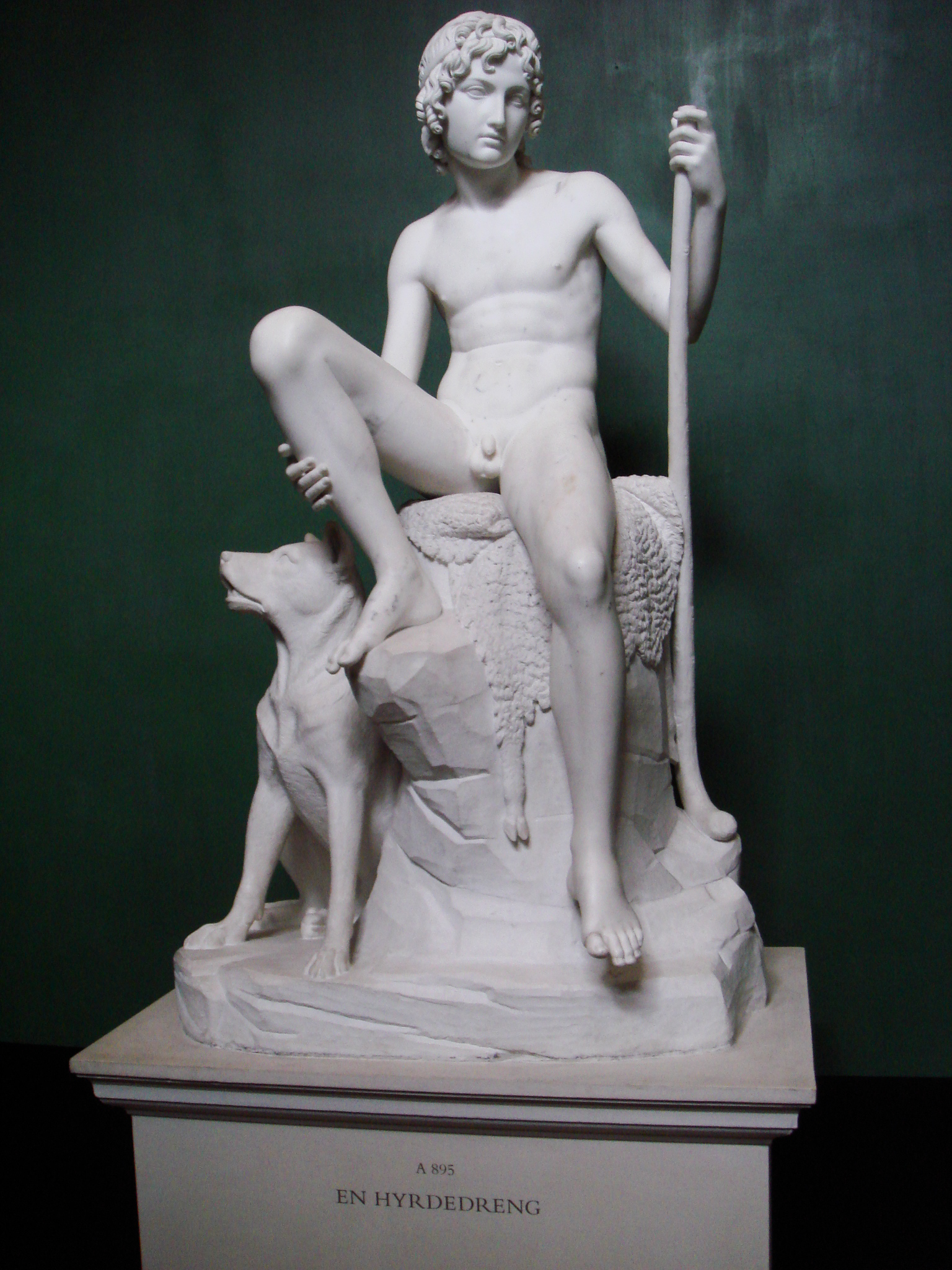
Berger au chien
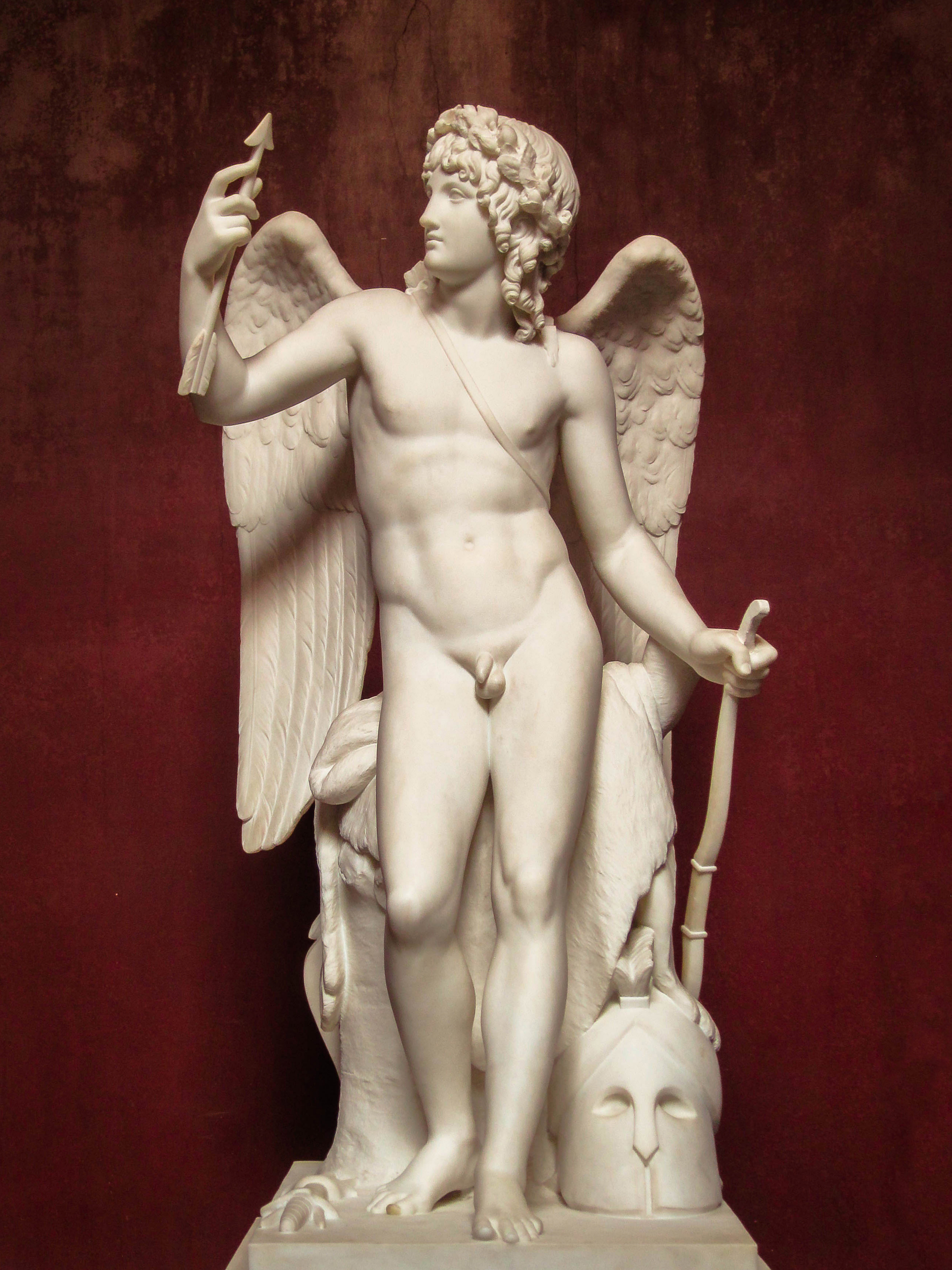
Cupidon
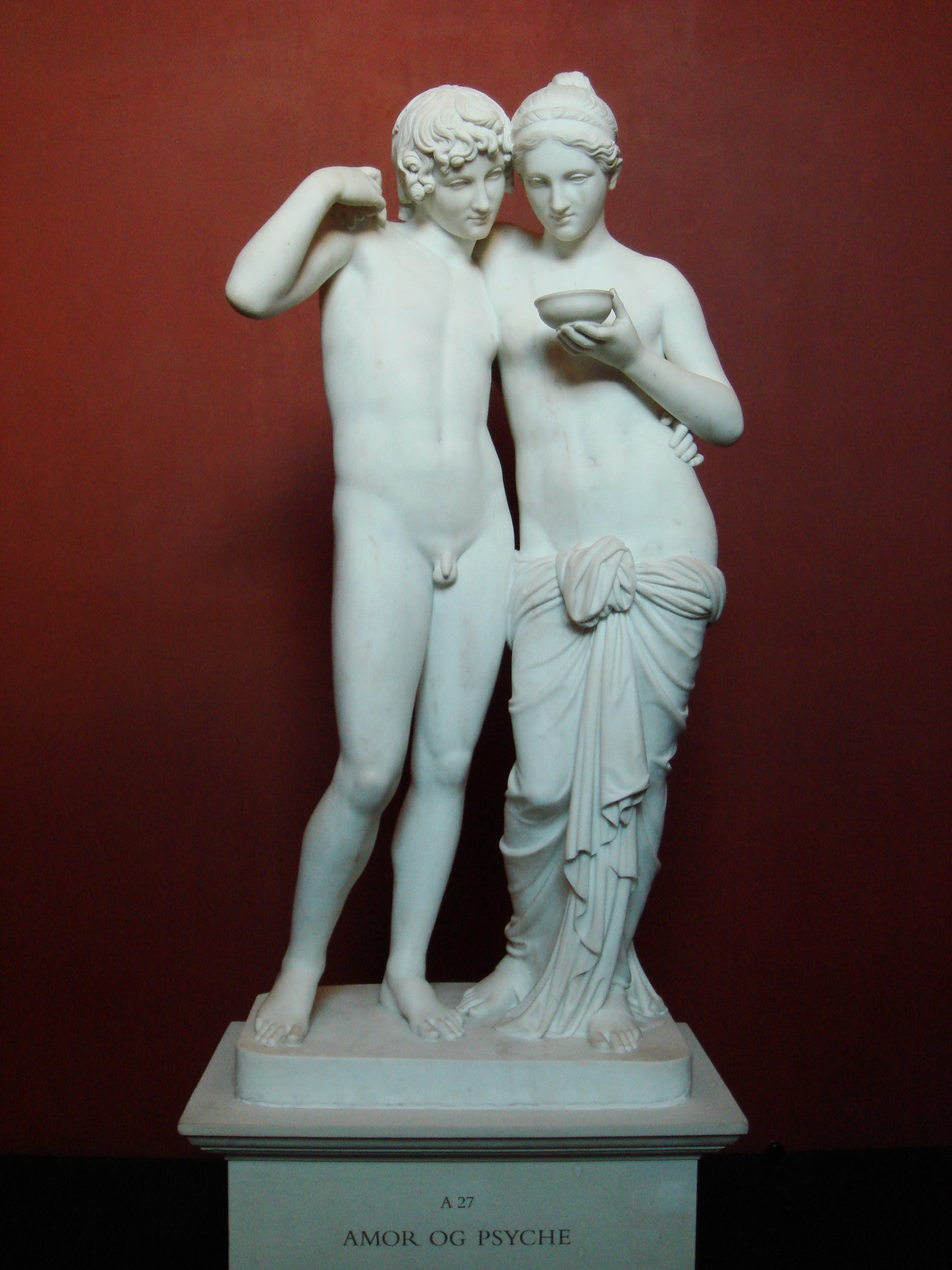
Cupidon et Psyché
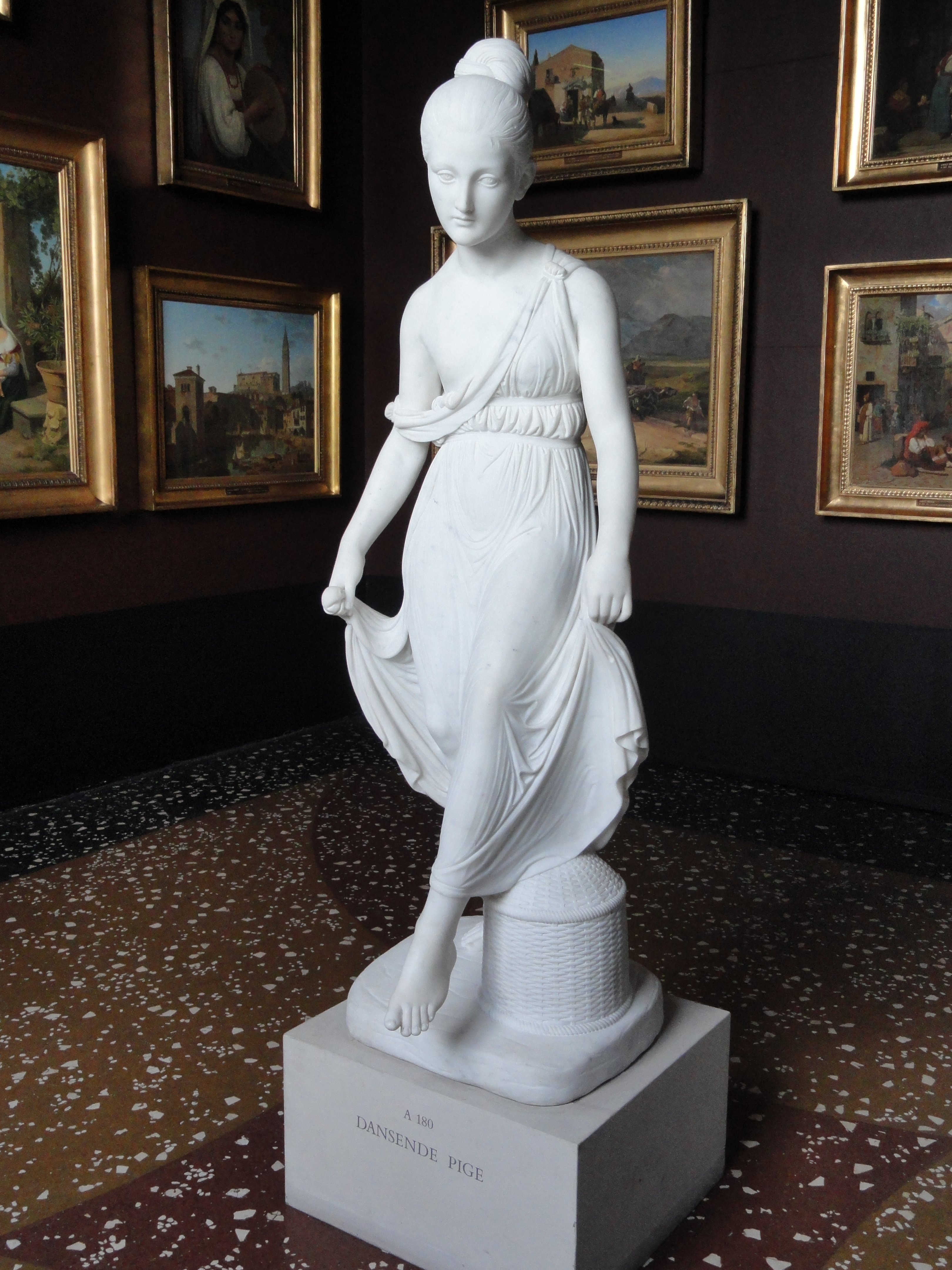
Jeune danseuse